# やまびこ (列車)
やまびこは、東日本旅客鉄道（JR東日本）が東北新幹線で運行している特別急行列車である。「はやぶさ」を除いた、福島駅 - 仙台駅・盛岡駅間を運行区間に含む列車に対してこの愛称が使われている。
本項では、東北新幹線で運行されていた「あおば」および、東北新幹線開業前まで運転されていた在来線特急「やまびこ」についても記述する。

## 概要
1982年6月の東北新幹線の開業にあわせ、速達型列車として運転を開始した。1994年7月にはE1系「Max」の営業運転が開始されたことにより、この車両を使用する列車は「Maxやまびこ」の列車名で運転されていた。
一方、東北新幹線の各駅停車型列車（東海道・山陽新幹線における「こだま」相当）については「あおば」の名称が与えられた。開業当初、「あおば」は昼間時間帯は大宮駅 - 仙台駅間での運転となり、仙台駅 - 盛岡駅間については「やまびこ」が各駅に停車することで代替とされたため、下りの始発列車と上りの最終列車のみに「あおば」の名称が使われた。1994年のE1系営業運転開始時には「あおば」にも投入され、「Maxあおば」の列車名で運転されていた。
1995年に「あおば」の運行体系が見直され、首都圏の近距離新幹線列車（東京駅 - 那須塩原駅間を各駅停車で運行される系統）が「なすの」「Maxなすの」として分離され、「あおば」の本数が減少。さらに1997年10月の北陸新幹線（高崎駅 - 長野駅間）先行開業に伴うダイヤ改正を期に列車名の体系が見直され、「あおば」「Maxあおば」を「やまびこ」「Maxやまびこ」に統合し、東京駅 - 仙台駅・盛岡駅間を走行する列車は速達・各駅停車タイプを問わずに「やまびこ」として運行されるようになった。その後、2002年12月1日の東北新幹線八戸延伸時に新たな速達列車として「はやて」が、2011年3月5日のE5系投入時にさらなる速達列車として「はやぶさ」が登場している。八戸・新青森方面への延伸を機に、「やまびこ」は「東京駅 - 仙台駅・盛岡駅間を走行する新幹線列車」に列車の性格が改められた。
在来線でも「やまびこ」が運転されていた時期があり、1959年に福島駅 - 盛岡駅間の準急列車として運転が行われ、1961年には青森駅まで運転されていた。1963年に一度廃止されたが、1965年に東北本線盛岡駅まで電化の伸長に伴い、「つばさ」の盛岡駅発着編成を分離して「やまびこ」の名称を与えた。その後、1982年の東北新幹線開業に伴い、「やまびこ」の列車名は新幹線の列車で使用されることになった。一方、「あおば」も1971年から1975年の間、仙台駅 - 秋田駅間を東北本線・北上線・奥羽本線経由で運行する特急列車の名称として用いられてきたことがある。

## 運行概況
東京駅 - 福島駅間で「つばさ」と併結運転する列車と、全区間で単独運転を行う列車がある。2002年12月1日に速達列車を最速達列車「はやて」として分離。これにより速達列車に設定されていた「こまち」との併結はなくなった。
2005年12月10日から数年間、日中時間帯の下り列車において、仙台駅で同一ホームにて盛岡行き「やまびこ」と新青森・秋田行き「はやて」「こまち」との乗継ができる緩急接続ダイヤが組まれていた。しかし東北新幹線の高速化や福島駅での平面交差がネックとなり、現在は仙台駅での緩急接続は廃止されている。

### 停車駅
東京駅、大宮駅、福島駅、仙台駅、古川駅から盛岡駅までの各駅が全定期列車の停車駅となっている。上野駅、宇都宮駅、郡山駅は最速達便を除く全定期列車が停車する。仙台駅 - 盛岡駅間を運行する列車は、定期列車の全列車が同区間の各駅に停車する（ただし、臨時列車ではくりこま高原駅、水沢江刺駅、新花巻駅を通過するものが設定されることもある）。かつては「つばさ」または「こまち」を併結する「やまびこ」で大宮駅を通過する列車も存在したが、現在はすべての「やまびこ」が大宮駅に停車する。
そして「やまびこ」の最速達便が上りの124号と下りの131号である。これらは東京駅と仙台駅の間で運行される仙台どまりの運用であり、途中停車駅は大宮駅と福島駅のみで、これらは唯一上野駅を通過する「やまびこ」である。利用した場合の東京仙台間の所要時間は1時間46分で、あくまで「はやぶさ」ではなく「やまびこ」であるため前者のような追加料金は発生せず、また「はやぶさ」が全車指定席なのに対しこの列車は「やまびこ」であるため自由席も存在する。
| 号数         | 運行 本数 | 運行 本数 | 東京駅 | 上野駅 | 大宮駅 | 小山駅 | 宇都宮駅 | 那須塩原駅 | 新白河駅 | 郡山駅 | 福島駅 | 白石蔵王駅 | 仙台駅 | 古川駅 | くりこま高原駅 | 一ノ関駅 | 水沢江刺駅 | 北上駅 | 新花巻駅 | 盛岡駅 | 備考                                |
| 号数         | 下り      | 上り      | 東京駅 | 上野駅 | 大宮駅 | 小山駅 | 宇都宮駅 | 那須塩原駅 | 新白河駅 | 郡山駅 | 福島駅 | 白石蔵王駅 | 仙台駅 | 古川駅 | くりこま高原駅 | 一ノ関駅 | 水沢江刺駅 | 北上駅 | 新花巻駅 | 盛岡駅 | 備考                                |
| ------------ | --------- | --------- | ------ | ------ | ------ | ------ | -------- | ---------- | -------- | ------ | ------ | ---------- | ------ | ------ | -------------- | -------- | ---------- | ------ | -------- | ------ | ----------------------------------- |
| 50 - 70号    | 7         | 9         | ●      | ●      | ●      | －     | ●        | －         | －       | ●      | ●      | －         | ●      | ●      | ●              | ●        | ●          | ●      | ●        | ●      |                                     |
| 50 - 70号    | 3         | 0         | ●      | ●      | ●      | →      | ●        | →          | →        | ●      | ●      | ●          | ●      | ●      | ●              | ●        | ●          | ●      | ●        | ●      |                                     |
| 50 - 70号    | 0         | 1         | ●      | ●      | ●      | ←      | ●        | ←          | ●        | ●      | ●      | ←          | ●      | ●      | ●              | ●        | ●          | ●      | ●        | ●      | 50号                                |
| 50 - 70号    | 0         | 1         | ●      | ●      | ●      | ●      | ●        | ●          | ●        | ●      | ●      | ●          | ●      | ●      | ●              | ●        | ●          | ●      | ●        | ●      | 68号                                |
| 94・97・99号 | 2         | 1         |        |        |        |        |          |            |          |        |        |            | ●      | ●      | ●              | ●        | ●          | ●      | ●        | ●      | 99号は土曜・休日運休                |
| 122 - 157号  | 1         | 1         | ●      | －     | ●      | －     | －       | －         | －       | －     | ●      | －         | ●      |        |                |          |            |        |          |        | 最速達列車、つばさ号と併結          |
| 122 - 157号  | 5         | 3         | ●      | ●      | ●      | －     | ●        | －         | －       | ●      | ●      | －         | ●      |        |                |          |            |        |          |        | 下り2本/上り1本がつばさ号と併結     |
| 122 - 157号  | 9         | 12        | ●      | ●      | ●      | －     | ●        | －         | －       | ●      | ●      | ●          | ●      |        |                |          |            |        |          |        | 下り全列車/上り10本がつばさ号と併結 |
| 122 - 157号  | 1         | 0         | ●      | ●      | ●      | →      | ●        | →          | ●        | ●      | ●      | →          | ●      |        |                |          |            |        |          |        | 151号                               |
| 201 - 223号  |           |           |        |        |        |        |          |            |          |        |        |            |        |        |                |          |            |        |          |        |                                     |
| 8            | 5         | ●         | ●      | ●      | ●      | ●      | ●        | ●          | ●        | ●      | －     | ●          |        |        |                |          |            |        |          |        |                                     |
| 3            | 5         | ●         | ●      | ●      | ●      | ●      | ●        | ●          | ●        | ●      | ●      | ●          |        |        |                |          |            |        |          |        |                                     |
| 1            | 0         | ●         | ●      | ●      | →      | ●      | →        | ●          | ●        | ●      | ●      | ●          |        |        |                |          |            |        |          | 223号  |                                     |
| 0            | 1         | ●         | ●      | ●      | ●      | ●      | ←        | ●          | ●        | ●      | ●      | ●          |        |        |                |          |            |        |          | 202号  |                                     |
| 290・293号   | 1         | 1         |        |        |        |        |          |            |          | ●      | ●      | ●          | ●      |        |                |          |            |        |          |        | 293号は土曜・休日運休               |
| 291号        | 1         | 0         |        |        |        |        |          | ●          | ●        | ●      | ●      | ●          | ●      |        |                |          |            |        |          |        |                                     |

- ●：停車
- － ← →：通過

### 使用車両・編成
新幹線総合車両センターに所属しているE2系、E5系、JR北海道函館新幹線総合車両所に所属しているH5系および、秋田新幹線車両センターに所属しているE6系の4車種が使用されている。
E5系・H5系は10両編成で、E6系を併結した17両編成で運転される事もある。通常時の最高速度はいずれも275km/hだが、遅延による回復運転をする際には320km/hで走行する場合もある。また、E5系・H5系で運転される列車はグランクラスの営業も行われる。導入当初は、早朝深夜の一部の列車に限り座席のみの営業であったが、後述のとおり2016年3月26日以降は東京駅 - 盛岡駅間直通列車を除き座席のみの営業になり、該当の列車では割安なグランクラス(B)の料金が適用される。2021年3月13日以降は座席のみの営業に統一された。223号のみH5系が使用され、E6系を併結する(ただし、H5系は車両検査や大幅なダイヤの乱れが発生した場合はE5系での運用となることがある)。2024年3月16日からは山形新幹線「つばさ」の併結運用を開始した。E8系「つばさ」を併結する一部の列車では300km/hで走行する。
E2系は10両編成で、2024年3月16日以降は単独運用となっている。
かつては200系、E1系、E3系、E4系も使われていた。

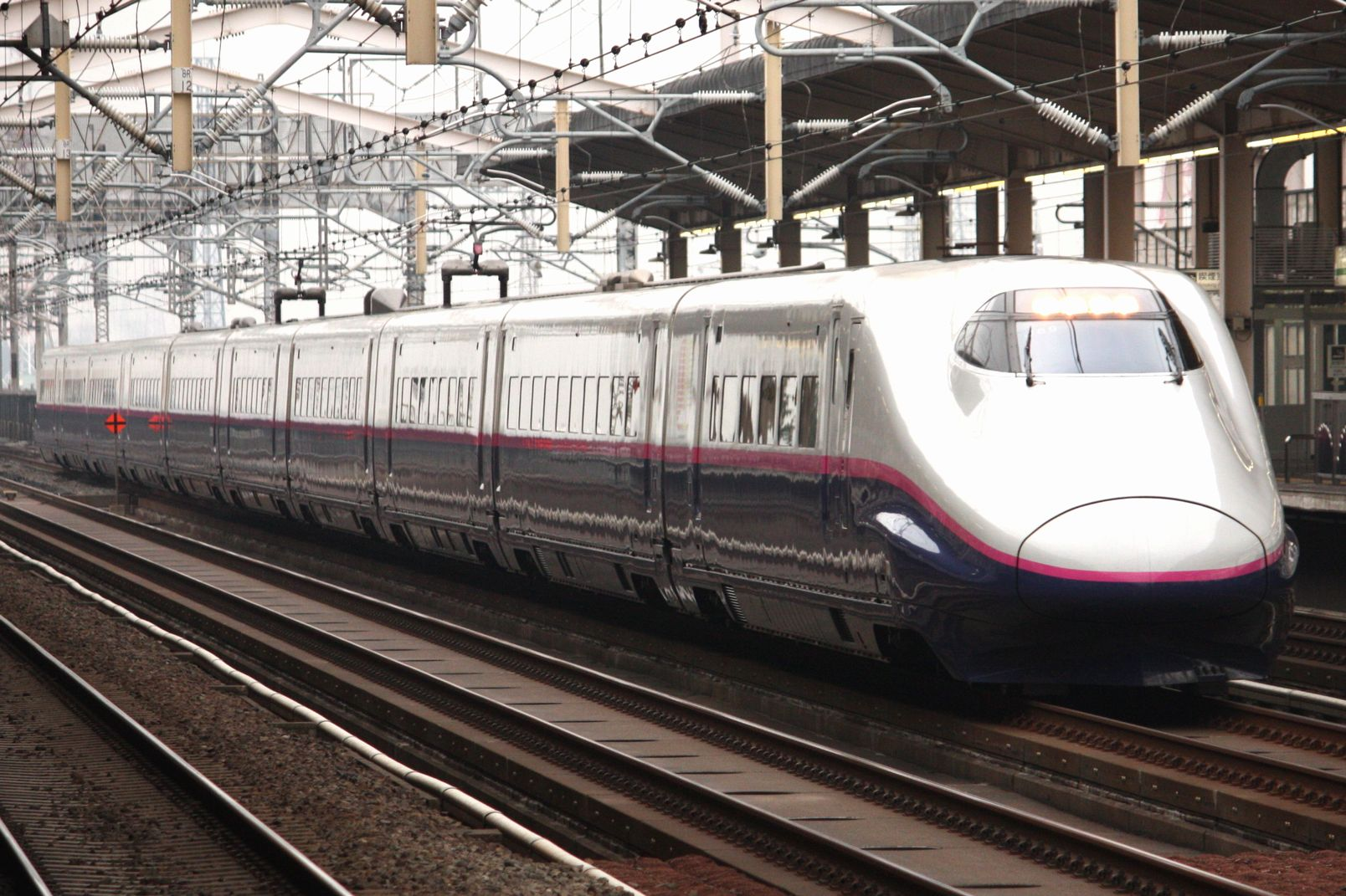
E2系1000番台
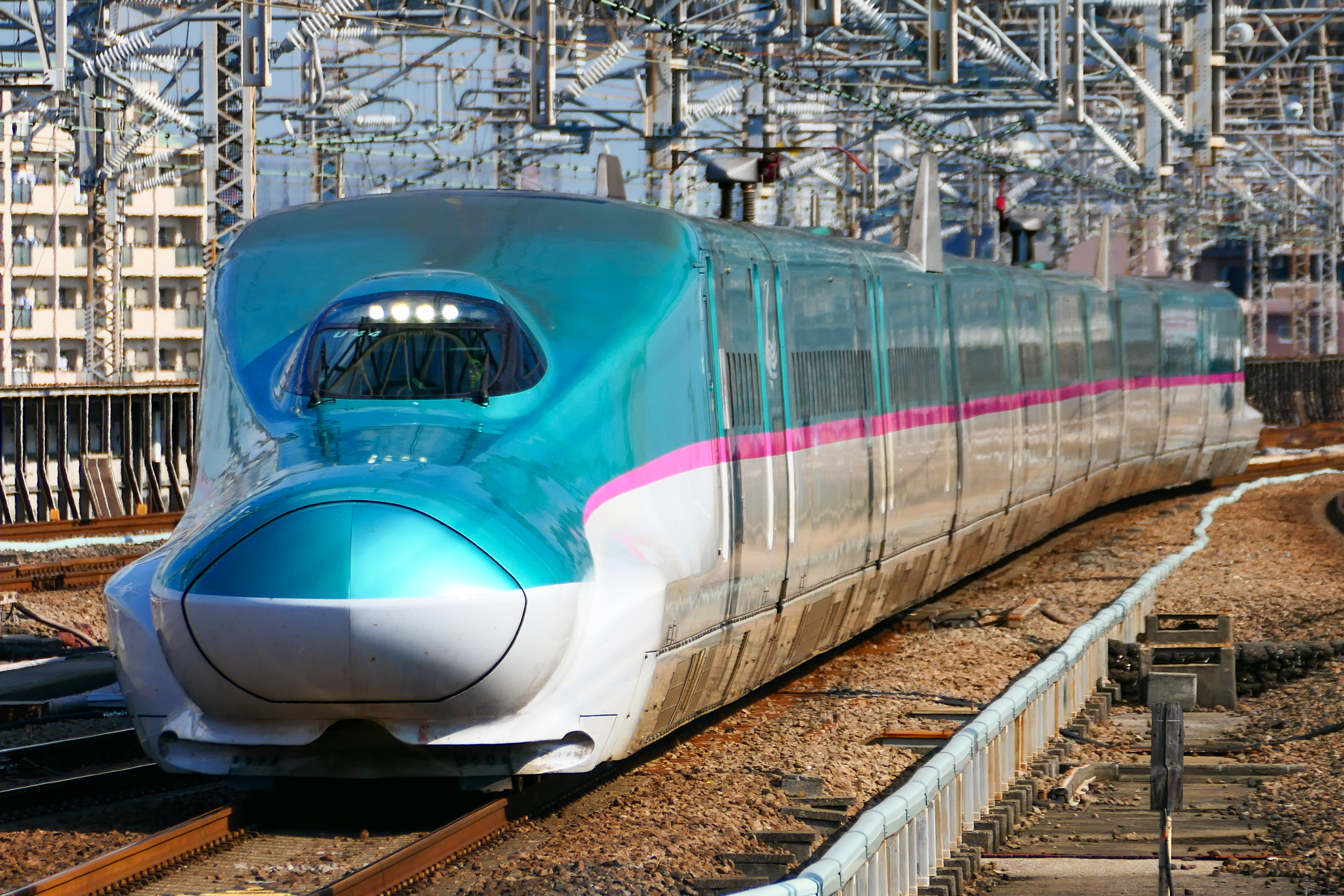
E5系
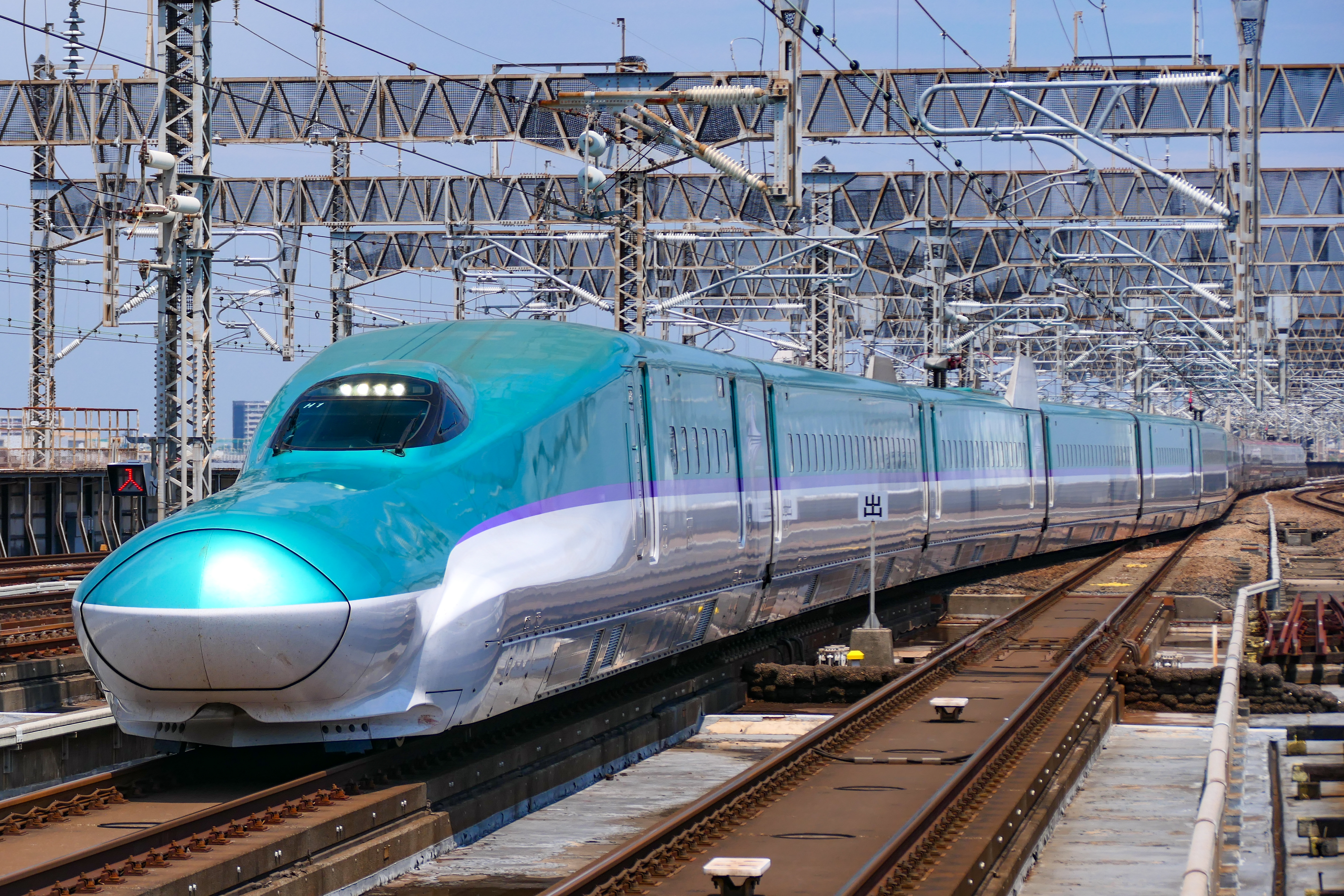
H5系
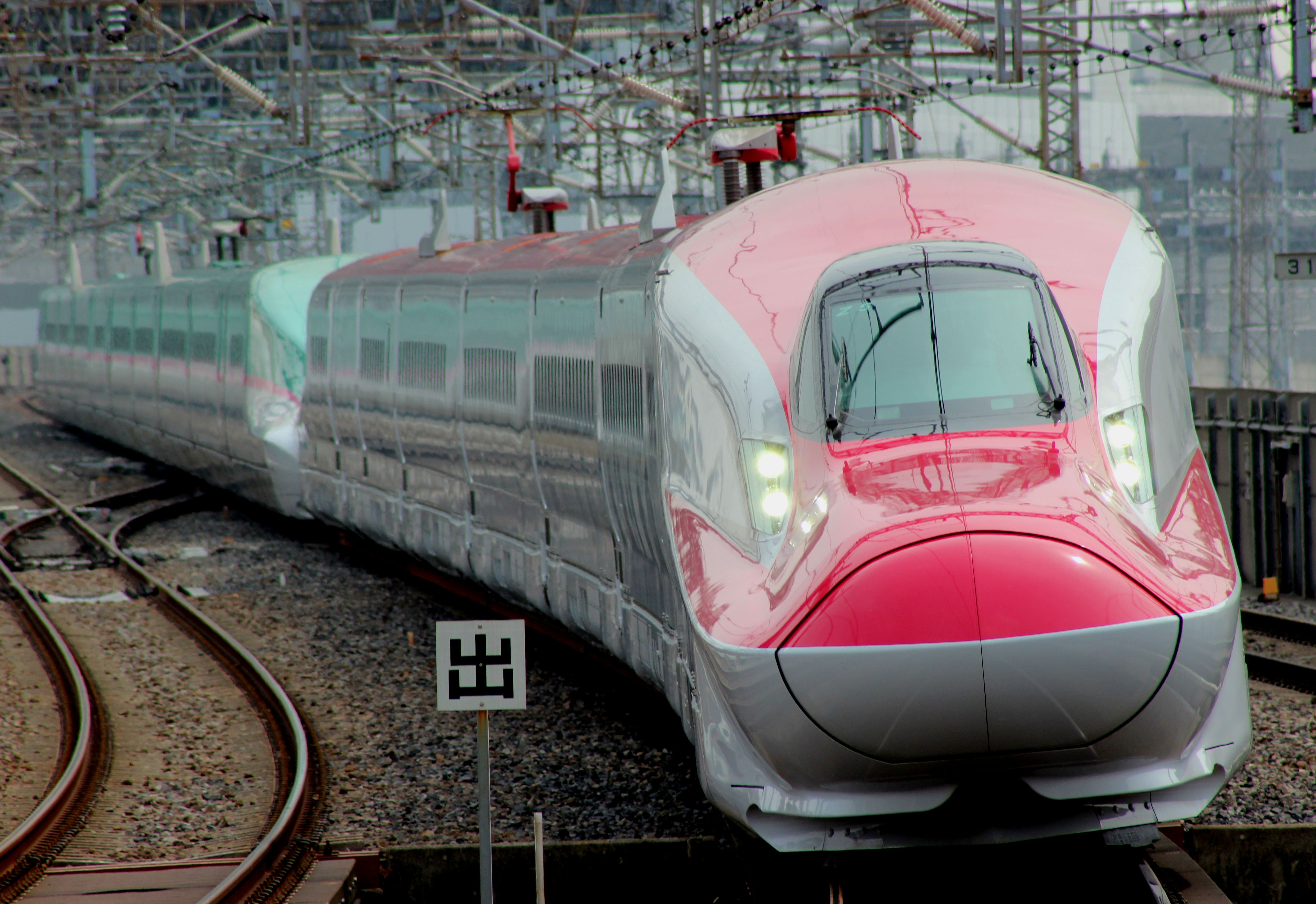
E6系
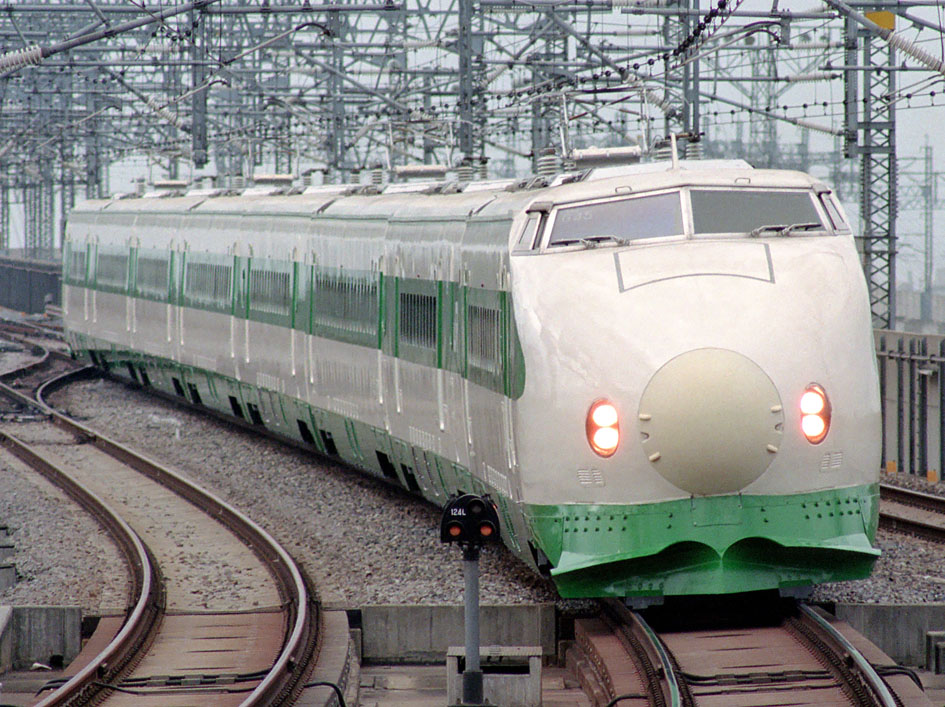
2011年まで使用されていた200系
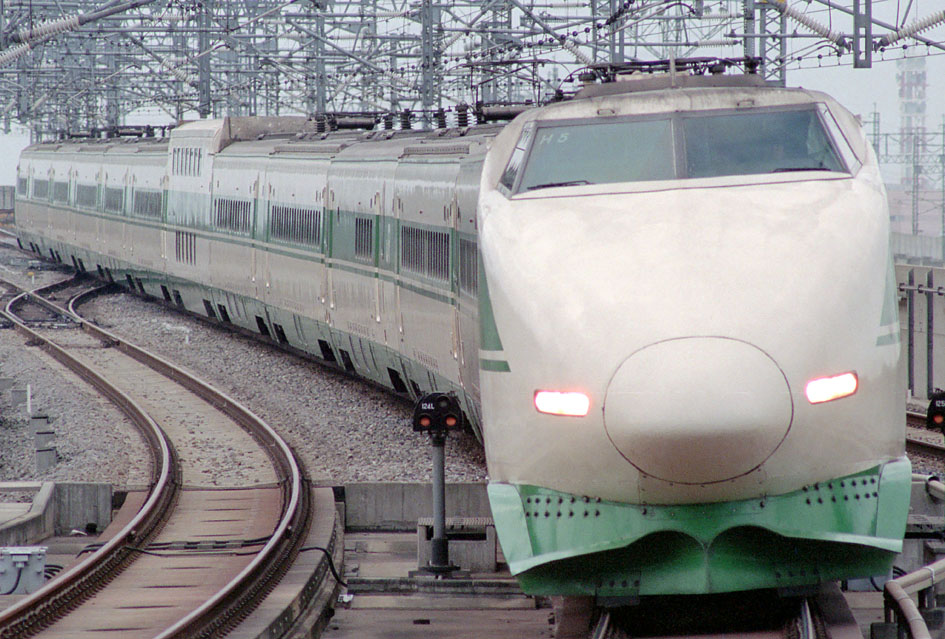
2005年まで使用されていた200系H編成
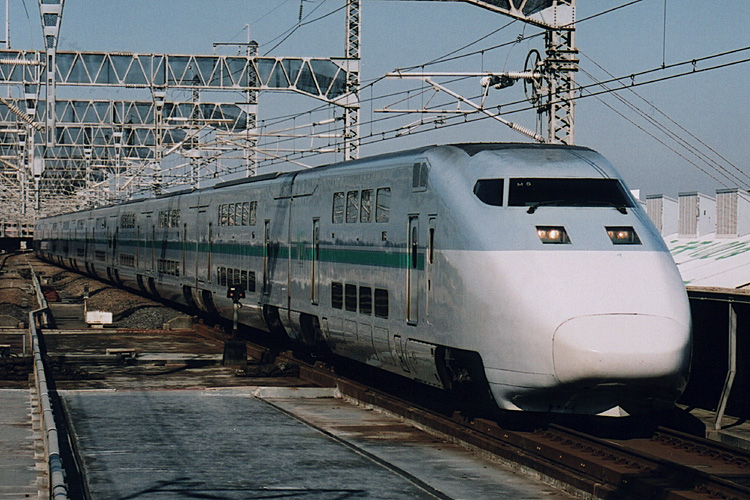
1999年まで使用されていたE1系
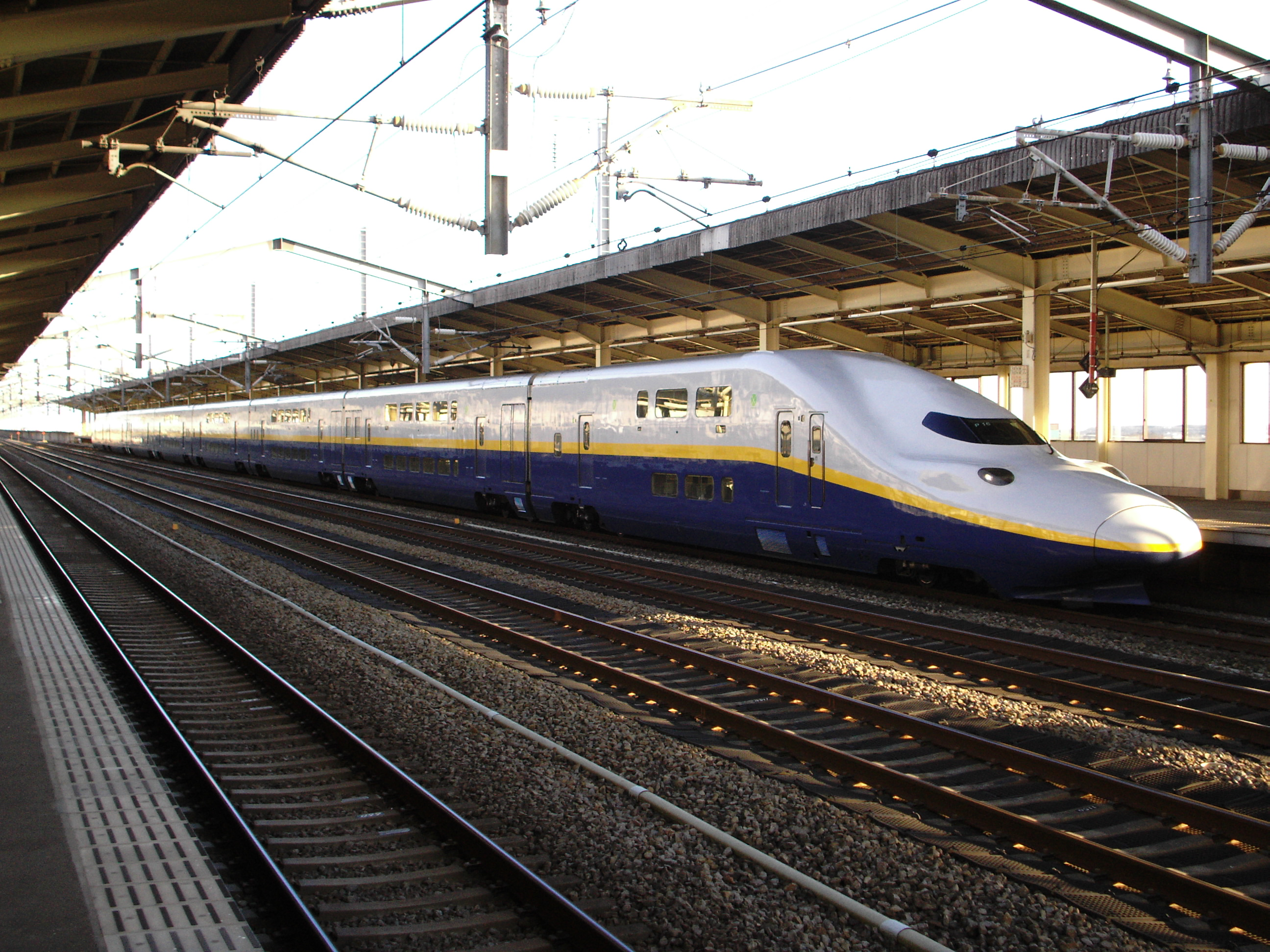
2012年まで使用されていたE4系
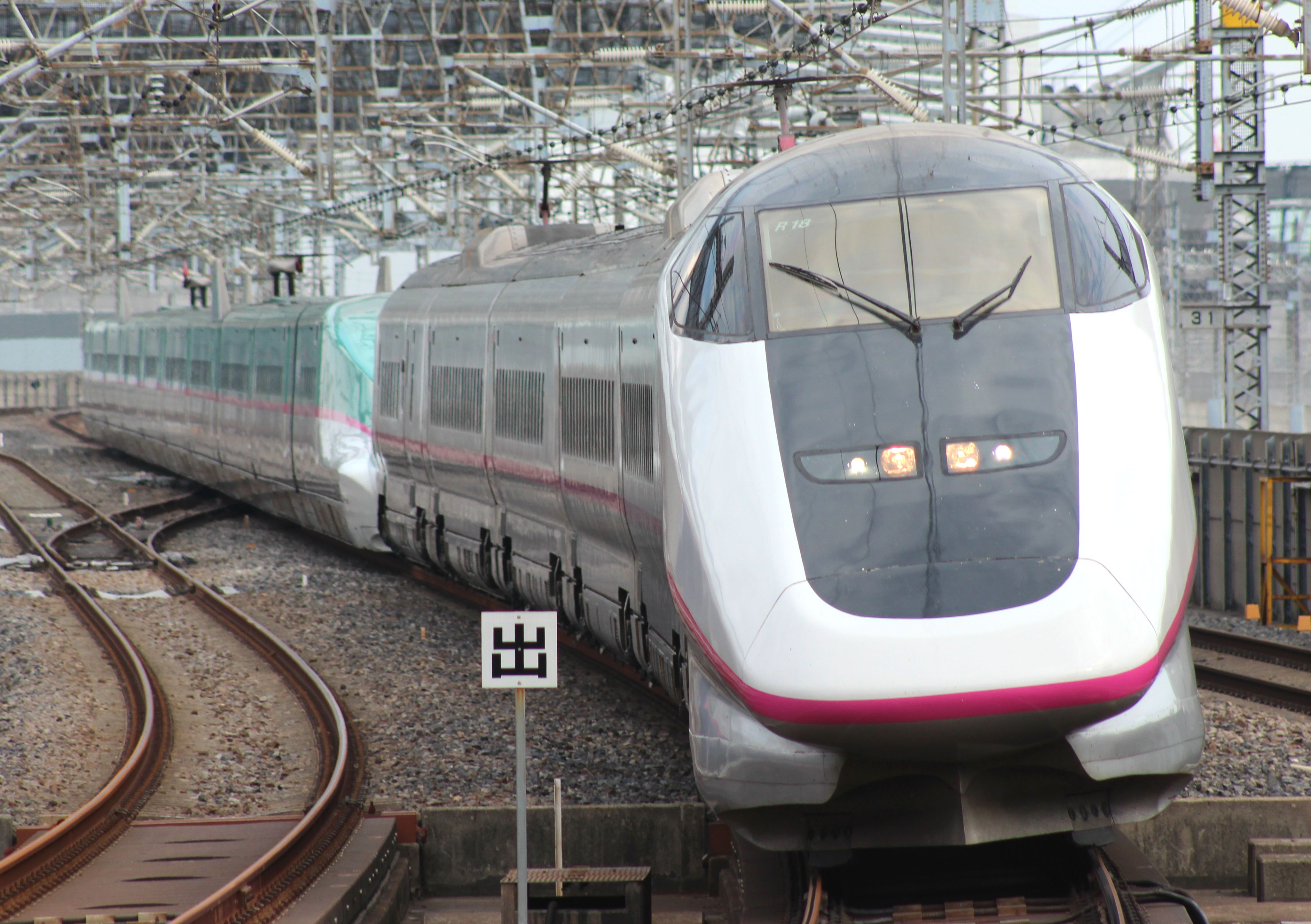
2020年まで使用されていたE3系

## 在来線特急「やまびこ」

### 停車駅
1981年10月改正時（列車によって停車駅は異なる）
上野駅 - 大宮駅 - 宇都宮駅 - 郡山駅 - 福島駅 - 仙台駅 - 小牛田駅 - 一ノ関駅 - 水沢駅 - 北上駅 - 花巻駅 - 盛岡駅
大宮駅は7号、2号が通過。

## 歴史

### 在来線の「やまびこ」
- 1959年（昭和34年）2月1日：福島駅 - 盛岡駅間を運行する準急列車として「やまびこ」の名称が使用される。
- 1960年（昭和35年）6月1日：「やまびこ」の運転区間が郡山駅まで延長。
- 1961年（昭和36年）10月1日：「やまびこ」の運転区間が青森駅まで延長。
- 1963年（昭和38年）
  - 10月1日：準急「やまびこ」を廃止。
  - 12月5日：上野駅 - 秋田駅間の特急「つばさ」に盛岡駅発着編成を併結する。尾久客車区（現・尾久車両センター）の車両が運用された。
- 1964年（昭和39年）10月1日：「つばさ」の盛岡駅発着編成が1両増結したことにより、7両編成となる。同時に盛岡駅発着編成の受け持ちが尾久客車区から、盛岡客貨車区（現・盛岡車両センター）へ移管。
- 1965年（昭和40年）10月1日：東北本線盛岡駅まで電化されたことにより、上野駅 - 秋田駅間の「つばさ」に併結する盛岡駅発着編成を分離して「やまびこ」の名称を与えると同時に、仙台運転所（現・仙台車両センター）所属の483系電車10両編成を使用して電車化。以後、東北本線上野駅 - 盛岡駅間を走る特急の愛称として定着。
- 1967年（昭和42年）10月1日：「やまびこ」東京駅発着に変更。
- 1968年（昭和43年）10月1日：二等車が1両減車され、9両編成に短縮。
- 1970年（昭和45年）7月1日：普通車が3両増結され、12両編成となる。
- 1972年（昭和47年）
  - 3月15日：「やまびこ」の初の増発が行われ、2往復増発。
  - 10月2日：定期1往復・季節1往復が増発されたと同時に、3往復の車両受け持ちが仙台運転所から青森運転所（現・青森車両センター）へ移管。入出庫の兼ね合いから「はつかり」への485系投入まで青森までの季節延長も設定された。

- 1973年（昭和48年）
  - 4月1日：東京駅新幹線工事に伴い、全列車上野駅 - 盛岡駅間の運転となる。
  - 10月1日：全列車の受け持ちが青森運転所へ移管となる。
- 1978年（昭和53年）10月2日：「やまびこ」エル特急に指定される。1往復が青森駅まで延長され「はつかり」に改称。以降、廃止までこのままとなる。
- 1982年（昭和57年）6月22日：東北新幹線大宮駅 - 盛岡駅間開業により廃止され、新幹線の名称として使用されるようになる。
- 2002年（平成14年）6月23日：東北新幹線大宮開業20周年に合わせ、青森運転所485系8両編成を使用し、盛岡駅 - 上野駅間で臨時特急「思い出のやまびこ」運転[新聞 2]。

### 新幹線の「やまびこ」
- 1982年（昭和57年）6月23日：東北新幹線の開業により、速達列車の「やまびこ」と各駅停車タイプの「あおば」が運転開始。
- 1985年（昭和60年）3月14日：東北新幹線の都内（上野駅）乗り入れとともに、「やまびこ」の途中停車駅を、大宮駅・福島駅・仙台駅のみ停車（一部は宇都宮駅・郡山駅にも停車）の速達タイプの列車を運転開始。
  - なお、これらの速達「やまびこ」は『スーパーやまびこ』とも呼ばれた。新幹線の場合、公式には「スーパー」の表記を用いないため、一部から発生した通称とされるが、東北地方では駅員もこの名前を使用していた。
- 1988年（昭和63年）3月13日：途中停車駅を仙台駅のみとした超速達タイプの列車を運転開始。
- 1991年（平成3年）6月20日：東北新幹線の東京駅乗り入れとともに、超速達タイプ「やまびこ」は上野駅を通過し、東京駅 - 仙台駅間ノンストップ運転になる。また、200系H編成16両による「やまびこ」が登場。
- 1992年（平成4年）7月1日：山形新幹線開業により、「やまびこ」は東京駅 - 福島駅間で400系「つばさ」との併結を開始。
- 1994年（平成6年）7月15日：E1系Max営業運転開始。「Maxやまびこ」「Maxあおば」新設。
- 1995年（平成7年）12月1日：東京駅 - 那須塩原駅間で「なすの」「Maxなすの」が運転開始[新聞 1]。同時に「あおば」「Maxあおば」を大幅に削減[新聞 1]。
- 1997年（平成9年）
  - 3月22日：ダイヤ改正により次のように変更。
    - E2系営業運転開始。
    - 秋田新幹線開業に伴い、「やまびこ」の盛岡駅（一部仙台駅）以南でE3系「こまち」の併結を開始。
    - 仙台駅 - 盛岡駅間で運転されていた「あおば」は「やまびこ・こまち」61・62号に変更。
    - 宇都宮駅・福島駅・郡山駅への速達タイプ「やまびこ」の停車を減らし、ほとんどの列車が大宮駅 - 仙台駅間をノンストップ運転とする。

  - 10月1日：北陸新幹線一部先行開業によるダイヤ改正により、仙台発着の「あおば」「Maxあおば」を「やまびこ」「Maxやまびこ」に統合。これに伴い「あおば」「Maxあおば」廃止。
  - 12月20日：E4系Maxが営業運転開始。

- 1999年（平成11年）

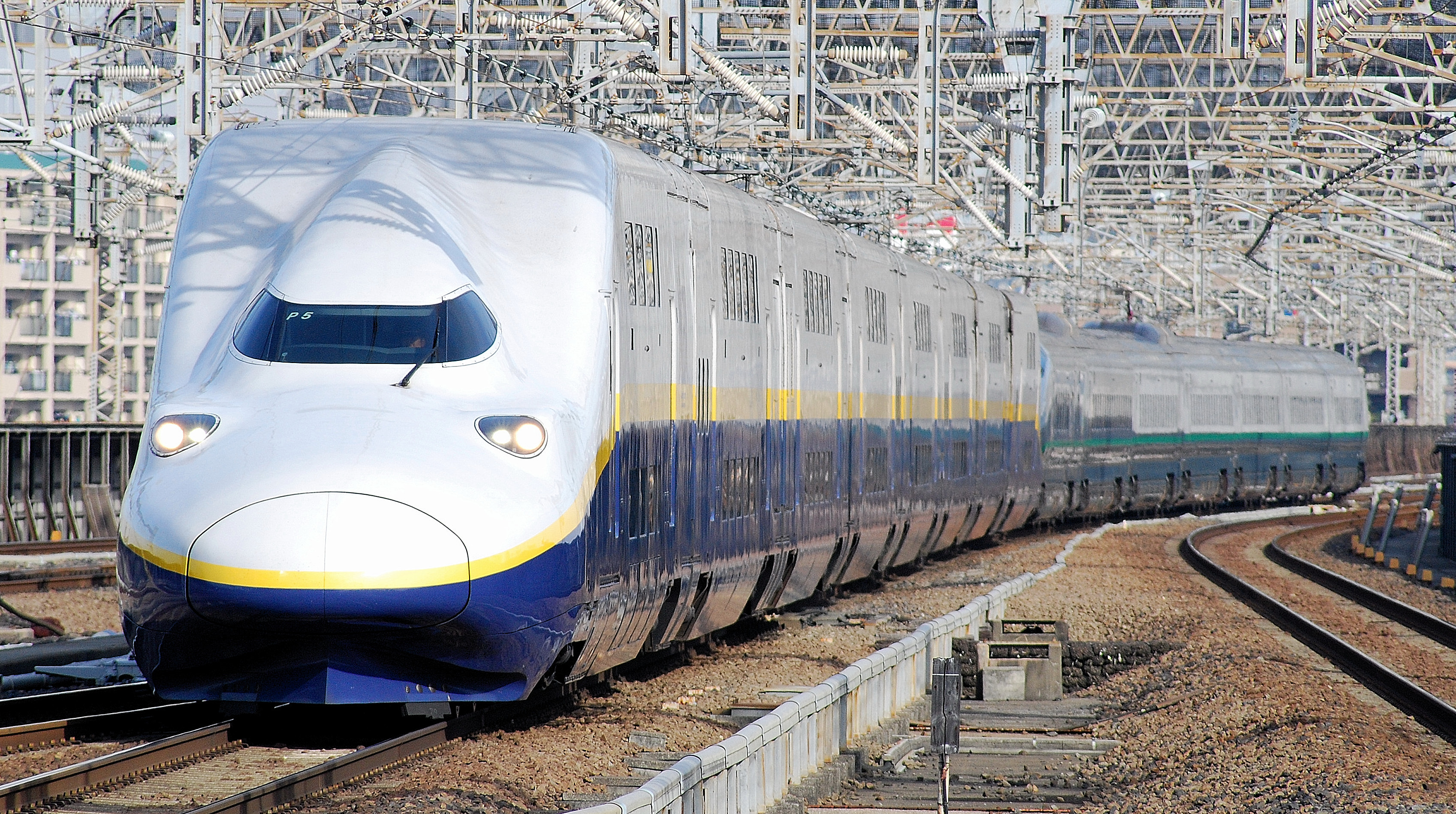
山形新幹線「つばさ」と連結するE4系Max

  - 4月29日：E4系「Maxやまびこ」と「つばさ」の併結運転を開始。
  - 12月4日：ダイヤ改正により次のように変更。
    - E1系Maxの定期運用終了。
    - 「こまち」の併結車両をE2系に統一。
- 2000年（平成12年）
  - 12月2日：200系H編成で「トレインマッサージ」の営業開始[新聞 3]。
  - 12月31日：盛岡駅 - 東京駅間の最終列車「やまびこ56号」は列車名を「ミレナリオやまびこ56号」に変更して運転。また「ミレナリオやまびこ56号」に先行する同区間の「やまびこ28号」についても併結車両の秋田新幹線の最終列車が「ミレナリオこまち28号」に変更して運転されることから「ミレナリオやまびこ28号」に変更して運転。
- 2001年（平成13年）9月21日：「つばさ」の併結車両をE4系Maxに統一。
- 2002年（平成14年）
  - 5月30日：この日を最後に200系F編成におけるビュフェ営業廃止。
  - 6月22日：東北新幹線大宮駅開業20周年に合わせ、200系F93編成を使用した「想い出のあおば」を運転[新聞 2]。
  - 12月1日：東北新幹線の八戸駅延伸により、速達「やまびこ」の大半を八戸駅まで運転区間を延長し、「はやて」として分離。
    - 定期列車としては「やまびこ」は青森県には乗り入れていないが、200系の一部には「やまびこ 八戸」の方向幕が用意されていた。
    - 「こまち」の併結列車を「はやて」に移行。
    - 「つばさ」を併結する東京駅 - 福島駅間ノンストップの「やまびこ」が大宮駅停車に変更される。これと「こまち」併結列車変更に伴い、「やまびこ」全列車が大宮駅に停車するようになる。
- 2003年（平成15年）12月1日：200系H編成における「カフェテリア」・「トレインマッサージ」の営業廃止。
- 2004年（平成16年）3月13日：ダイヤ改正により、200系F・H編成の定期運用廃止。
- 2005年（平成17年）12月10日：ダイヤ改正により次のように変更。
  - 東京駅 - 盛岡駅間の「はやて」を設定。
  - 速達「やまびこ」が消滅。「やまびこ」は仙台駅から先は各駅停車となる。
  - 盛岡駅を発着するE4系「Maxやまびこ」定期列車を廃止。
- 2007年（平成19年）
  - 3月18日：全車両禁煙化。
  - 6月23日：東北新幹線大宮開業25周年に合わせ、リニューアル済みの200系K47編成を原色へ塗装変更して運転。
- 2008年（平成20年）3月15日：ダイヤ改正により、東京駅 - 盛岡駅間で「やまびこ」の所要時間が短縮。
- 2011年（平成23年）11月19日：E5系の増備により次のように変更。
  - 一部列車にE5系投入開始。グランクラスの営業やE3系「こまち」との併結運転を開始。
  - 東北新幹線系統での200系の定期運用終了。

- 2012年（平成24年）

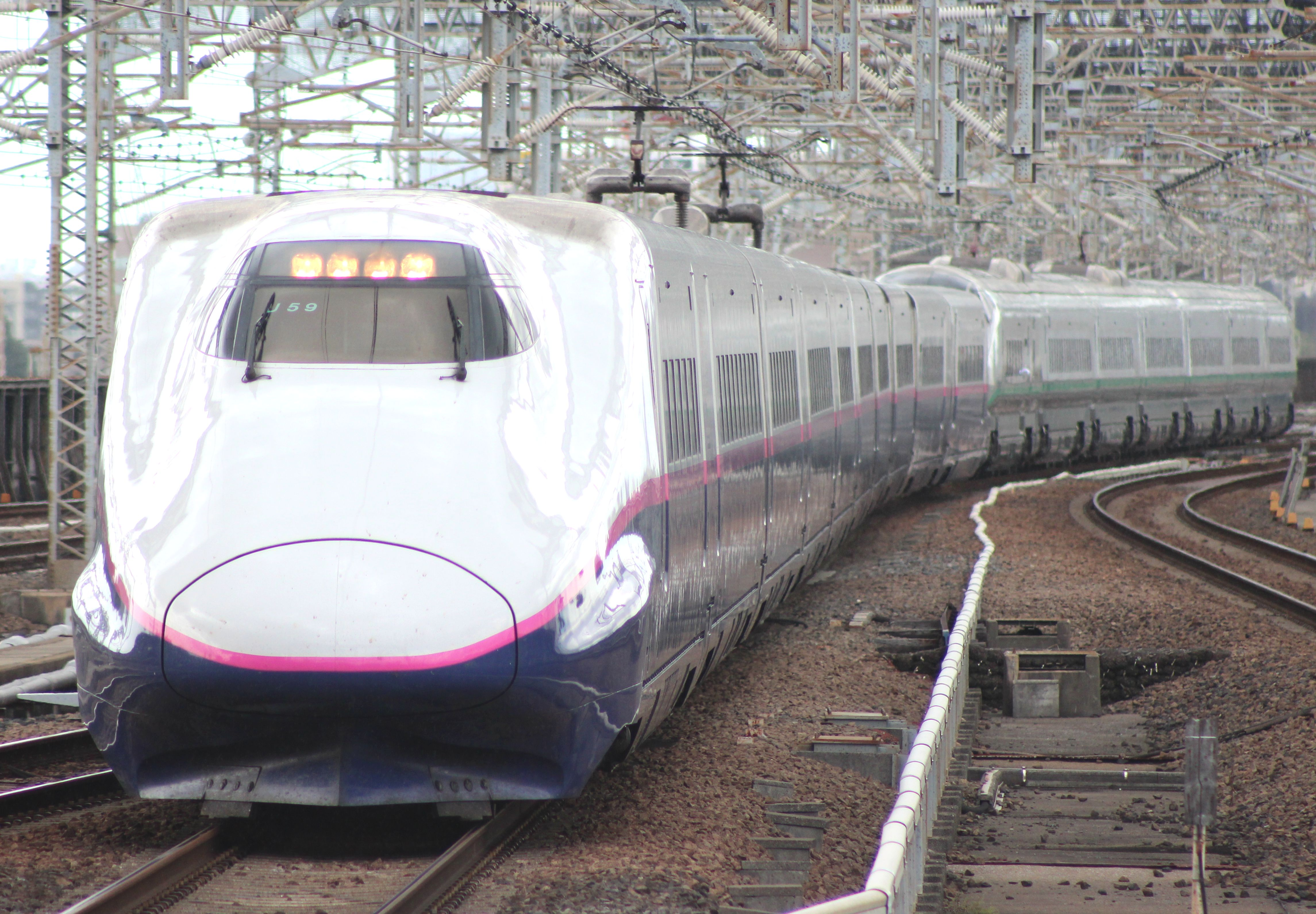
山形新幹線「つばさ」と連結するE2系

  - 3月17日：ダイヤ改正により次のように変更。
    - 「つばさ」を併結する列車の一部をE4系「Maxやまびこ」からE2系「やまびこ」へ置き換え。
    - 「やまびこ」208号を仙台始発、「やまびこ」124号を盛岡始発へそれぞれ変更。
    - 東北新幹線系統におけるE4系16両編成の定期運用終了。

  - 6月23日：東北新幹線大宮開業30周年に伴い、大宮駅 - 盛岡駅間で運転された「やまびこ235号」に200系を充当。
    - 停車駅 ： 大宮駅、小山駅、宇都宮駅、那須塩原駅、郡山駅、福島駅、仙台駅、古川駅、一ノ関駅、北上駅、盛岡駅

  - 9月29日：ダイヤ改正により次のように変更。
    - 東北新幹線系統におけるE4系の定期運用を終了し、「Maxやまびこ」廃止。
    - 「つばさ」を併結する列車をE2系に統一。
- 2013年（平成25年）
  - 3月16日：ダイヤ改正により次のように変更[報道 2]。
    - 一部列車にE6系投入開始。
    - E5系使用の一部列車でグランクラスの専任アテンダントによる車内サービスを廃止。対象列車はグランクラスが値下げされる。
    - 「やまびこ」290号（仙台駅 - 郡山駅間のみ運転）をE2系からE5系に置き換え。同列車は1 - 9号車のみの客扱いとなり、グランクラスは非営業・締め切り扱いとなる。

  - 9月28日：ダイヤ改正により次のように変更[報道 3]。
    - E2系とE3系0番台の併結による定期運用終了[注 6]。
- 2016年（平成28年）3月26日 : ダイヤ改正により次のように変更[報道 4]。
  - 東京駅 - 仙台駅間運転の列車でグランクラスの専任アテンダントによる車内サービスを廃止し、座席のみの営業となる。
  - JR北海道保有のH5系が運用開始（下り1本：「やまびこ223号」、東京発仙台行きの運転のみ）[新聞 4]。
- 2019年（平成31年）
  - 3月16日：ダイヤ改正により次のように変更
    - 東京～盛岡間運転の「やまびこ」がE5系又はE5系＋E3系orE6系に統一される。
    - 車内販売を全廃[報道 5]。

  - 4月1日：グランクラスのサービスがリニューアルされる。
- 2020年（令和2年）
  - 4月8日：JR東日本が、新型コロナウイルス感染症（COVID-19）の感染拡大防止のため、同年4月9日 - 5月31日まで、車内販売およびグランクラスの切符の発売および「やまびこ」のグランクラスの営業を中止することを発表[報道 6]。
  - 4月14日：JR東日本が、新型コロナウイルス感染症（COVID-19）の感染拡大防止のため、同年6月1日 - 6月30日まで、グランクラスの指定席発売を見合わせることを発表[報道 7]。
  - 4月27日：JR東日本が、新型コロナウイルス感染症（COVID-19）の感染拡大の影響により、同年5月28日以降の全列車の指定席発売を見合わせることを発表[報道 8]。
  - 5月8日：JR東日本が、新型コロナウイルス感染症（COVID-19）の感染拡大の影響により、同年5月28日以降に運転本数を削減することを発表[報道 9]。
  - 5月13日：JR東日本が、新型コロナウイルス感染症（COVID-19）の感染拡大防止により以下の運転計画および措置の実施を発表。
    - 同年5月21日以降、同年5月28日以降の列車の指定席発売を再開[報道 10]。
    - 同年7月1日以降、当面の間、グランクラスの指定席発売を見合わせ[報道 11]。
    - 利用客の減少に伴い、同年5月28日以降の定期列車の一部を運休し、臨時ダイヤによる運行を実施[報道 10]。

  - 5月19日：JR東日本が、同年5月21日以降の指定席発売を延期することを発表[報道 12]。
  - 5月22日：JR東日本が、国の緊急事態宣言が解除されたことを理由に、同年5月28日以降に計画していた臨時ダイヤによる運行の実施を取りやめ、定期列車の運行を継続することを発表[報道 13]。ただし、グランクラスのサービス中止は当面の間継続[報道 13]。
  - 6月19日：グランクラスの営業サービスを再開[報道 14]。
  - 10月31日：利用客の減少に伴い、E3系R編成の定期運用廃止[2]。
- 2021年（令和3年）
  - 1月16日：JR東日本が、新型コロナウイルス感染症（COVID-19）の感染拡大防止のため、同日より当面の間、車内販売の中止、グランクラス指定席発売および「やまびこ」のグランクラスの営業を中止することを発表[報道 15]。
  - 3月13日：ダイヤ改正により次のように変更[報道 16]。
    - 上野駅 - 大宮駅間 （埼玉県内のみ） の最高速度を110km/hから130km/hに引き上げ、所要時間を短縮。
    - 「やまびこ」全列車のグランクラスがシートのみの営業に統一[報道 17]。

  - 10月9日 - 10月10日：E4系の定期運行終了に伴い、旅行商品専用列車としてE4系による「サンキューMaxとき&やまびこ」を運行[報道 18][注 7]。
- 2022年（令和4年）
  - 3月12日：ダイヤ改正により次のように変更
    - 東京駅 - 仙台駅間運転の「やまびこ」8往復(東京駅 - 福島駅間は山形新幹線「つばさ」と併結)が臨時列車化。
    - 「なすの」284号の運転取りやめに伴い、「やまびこ」72号の郡山駅 - 東京駅が運転時刻変更となる。
    - 東京駅 - 盛岡駅間運転の「はやぶさ」2往復が、東京駅 - 仙台駅間で臨時列車化に伴い、東京駅 - 仙台駅間運転の「やまびこ」2往復が盛岡発着に延長される。
    - グリーン車・グランクラス料金が改定される。

- 2024年（令和6年）

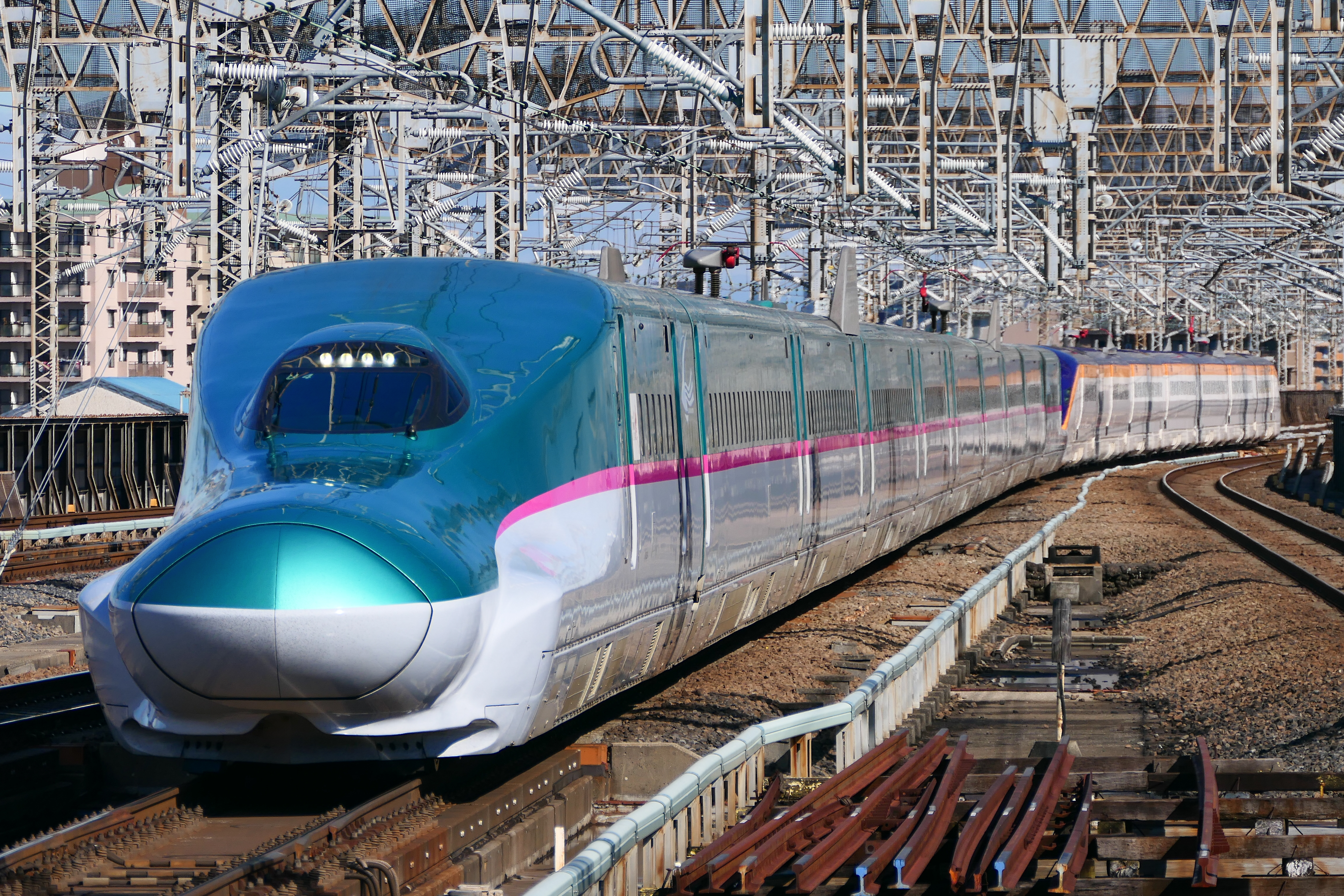
山形新幹線E8系「つばさ」と連結するE5系

  - 3月16日 : ダイヤ改正により次のように変更[報道 19]
    - 「つばさ」を併結する列車をE5系に全て置き換え。これにより、E2系が「つばさ」併結運用から撤退。[注 8]。
    - E8系「つばさ」を併結する一部列車で最高速度を300km/hに引き上げ。
    - 2022年のダイヤ改正で臨時列車化した東京駅 - 仙台駅間運転の「やまびこ」5往復(東京駅 - 福島駅間は山形新幹線「つばさ」と併結)が臨時列車から定期列車化。
    - 2022年のダイヤ改正で東京駅 - 盛岡駅間運転の「はやぶさ」2往復が、東京駅 - 仙台駅間で臨時列車化されたあおりを受け、盛岡発着に変更された東京駅 - 盛岡駅間運転の「やまびこ」2往復が、「はやぶさ」の定期列車化に伴い仙台発着に短縮される。